# La historia de Ana Frank
La Historia de Ana Frank (también conocida como Ana Frank) es una película de 2001, dirigida por Robert Dornhelm, con un guion escrito por Kirk Ellis, basado en el libro de Melissa Müller Anne Frank: The Biography. 
En una controvertida polémica, pero en consonancia con la alegación formulada por Melissa Müller, la serie afirma que el anónimo delator de la familia Frank, fue la encargada de limpieza de la oficina, cuando en realidad la identidad del delator nunca ha sido aclarada. Un desacuerdo entre los productores de la miniserie y la Fundación Anne Frank acerca de la validez de este y otros detalles, ha dado lugar a la retirada de su apoyo por parte de la Fundación a la adaptación televisiva, lo que impidió el uso de cualquier cita de los escritos de Ana Frank que aparecen en la producción. 
Hannah Taylor-Gordon fue candidata a los premios Globo de Oro y Emmy por su actuación como Ana Frank, mientras que Ben Kingsley ganó el premio "Guild Award" por su actuación como Otto Frank, el padre de Anne.

## Argumento
Es el año 1939 y Ana se da cuenta de que su mundo está empezando a cambiar a su alrededor. Finalmente, los nazis invaden los Países Bajos en 1940. Ana esta cada vez más angustiada al ver cómo sus derechos se reducen, así como ve a su familia ominosamente obligada a registrarse como judíos bajo el gobierno y a llevar estrellas amarillas que los identifica como tales. Ella se vio obligada a abandonar su escuela y asistir a un liceo judío, donde conoce a su mejor amiga, Jacqueline van Maarsen, que es sólo "medio-judía". También conoce a Hello Silberberg, con quien tuvo un flechazo (y se supone que a Hello también le gusta). En su 13º cumpleaños, le regalan el famoso diario y ella de inmediato va a su habitación para escribir su primera entrada.
Unas semanas más tarde, en un normal domingo de julio de 1942, Margot, la hermana de Ana, recibe una llamada a filas de los alemanes para ser deportada a un "campo de trabajo" en el Oriente. Otto Frank se traslada con su familia en el ahora famoso "anexo secreto", seguido por los Van Pels y su hijo Peter y Fritz Pfeffer, el dentista de la familia Frank. Durante su estancia en el anexo, la familia Van Pels son conocidos por sus constantes peleas, Fritz se convierte en el antagonista de Ana, y esta última tiene su primera relación seria con Peter. Mientras tanto lo único que desea es que termine la guerra.
Durante su estancia en el escondite Ana tiene su primera menstruación, momento que esperaba ansiosamente. Suceden muchas cosas en el escondite, como una noche en la que un ladrón irrumpe en el edificio de abajo del escondite, dejando a los ocho refugiados aterrorizados.
Finalmente, el 4 de agosto de 1944, los Frank son traicionados por la encargada de limpieza de la empresa, Lena Hartog, que está en el mismo edificio que el escondite. Las ocho personas son detenidas, y el diario de Ana cae al suelo mientras los alemanes buscan dinero. Dos de los que ayudaron a esconder a la familia también son detenidos. Otto revela su historia como un veterano alemán de la Primera Guerra Mundial.
Acto seguido, los Frank son enviados en tren de pasajeros a Westerbork, un campo holandés de tránsito, donde Ana, su familia y amigos son asignados a los "Barracones S", zona de castigo para los denominados criminales (se les llama así por no haberse presentado voluntariamente a ser deportados). 
Allí, Ana conoce a una mujer llamada Janny Brandes y a su hermana Lientje, mientras trabajan desarmando baterías. 
Los ocho escondidos son deportados a Auschwitz, en Polonia. A ella la separan de su padre y de los demás hombres para no volverse a ver jamás. Ana y las demás mujeres son despojadas de sus ropas y su pelo es cortado al cero. 
Durante una selección de mujeres en el campamento para ir a un lugar más seguro para trabajar en una fábrica de municiones, la madre de Ana y su hermana son elegidas, pero ella no. Por lo tanto, Edith y Margot optan por permanecer detrás. Ana y Margot son enviadas a un cuartel especial debido a la sarna y más tarde son deportadas a Bergen-Belsen (Alemania), que no es otra cosa que muchos barracones en un terreno fangoso rodeado por una valla eléctrica. Estando allí Ana se reencuentra con Janny y Lientje, y luego de unas semanas la señora Van Pels también llega al campamento para encontrar a Ana muy delgada y a Margot enferma de tifus y les comenta a las niñas que su madre murió en Auschwitz. 
Una noche de febrero, Anne ve a su vieja amiga, Hanneli Goslar, a través de la valla. Hanneli es una prisionera privilegiada y le dice a Ana que sus padres están muertos, pero que su hermana pequeña está viva. Tras esto le lanza un paquete a Ana, pero otra prisionera se lo roba. Desolada por el suceso, Ana acuerda reencontrarse con Hanneli y logra obtener otro paquete que contiene pan y calcetines.
En la última escena de Ana, ella y Margot hablan de tiempos pasados, pero a continuación, Margot se cae de la cama y muere en el acto. Ana, cuya voluntad de vivir finalmente ha desaparecido, mira al cielo, derrotada.
Después de la guerra en 1945, se descubre que Otto está vivo. Tras reencontrarse con Jan y Miep Gies, quienes ayudaron a los Frank a ocultarse, Otto comienza a buscar sin éxito información acerca de sus hijas hasta que se encuentra con Janny Brandes quien sobrevivió al campo de concentración. Según su testimonio, Ana murió pocos días después que Margot a causa del tifus. Una vez resuelto el paradero de las hermanas Frank, Miep procede a entregar el diario de Ana a Otto. Su padre inmediatamente lee el contenido del diario por completo y regresa a un escondite ya vacío y se derrumba llorando frente a "la pared de Ana", aún empapelada con las fotos de las estrellas de cine que tanto gustaban a su hija. La película termina documentando el destino de todos los afectados en la historia.

## Reparto
- Ben Kingsley ... Otto Frank
- Brenda Blethyn ... Auguste van Pels
- Lili Taylor ... Miep Gies
- Hannah Taylor-Gordon ... Anne Frank
- Tatjana Blacher ... Edith Frank
- Jessica Manley ... Margot Frank
- Joachim Król ... Hermann van Pels
- Nicholas Audsley ... Peter van Pels
- Jan Niklas ... Fritz Pfeffer
- Rob Das ... Jan Gies
- Johannes Silberschneider ... Johannes Kleiman
- Peter Bolhuis ... Victor Kugler
- Ela Lehotska ... Bep Voskuijl
- Jade Williams ... Hanneli "Hannah" Goslar
- Victoria Anne Brown ... Jacqueline van Maarsen
- Klára Issová ... Janny Brandes-Brilslijper

## Inexactitudes históricas
- Otto le dice a Edith y Miep que su hermana le pidió que fueran a ver a su primo que vivía en París con ella. En realidad fue su prima Milly quien le pidió que Margot y Ana fueran a Londres, no su hermana Leni, que vivió en Suiza.
- Cuando la Gestapo entró en la oficina de Miep, ella permanece de pie durante la búsqueda. En realidad, ella estaba sentada en su silla y se le dijo que permaneciera sentada, es la razón por la que ella nunca vio a Ana y su familia abandonar el edificio.
- El apellido de Janny y Lientje es Brandes.  Brandes es el apellido de casada de Janny, mientras que el apellido de casada de Lientje es Rebling. Si la película hubiese utilizado el mismo apellido, deberían haberse llamado Janny y Lientje Brilleslijper.
- Sanne está en el mismo colegio que Ana, Hannah y Jacqueline. Verdaderamente esto no fue así, ya que la verdadera Sanne Ledermann estudiaba en otro liceo judío.
- El número del campo de concentración de Ana en esta película, es el A-25063. En realidad, su número se desconoce, ya que los archivos del campo así como los de Ana, se han perdido o han sido destruidos. Las otras mujeres deportadas desde Westerbork junto con Ana, fueron tatuadas con números entre A-25060 y A-25271, por lo que es posible que el número que figura en la película podría haber sido el número real de Ana Frank.
- Cuando las familias del escondite secreto subían al camión después de ser descubiertos, se ve a Miep mirando desde la ventana de la oficina. Dijo más tarde en una entrevista, que ella estaba todavía sentada a su escritorio en aquel momento.

- Datos: Q565293